# 下上津役元町
下上津役元町（しもこうじゃくもとまち）は福岡県北九州市八幡西区の町。住居表示実施済み。郵便番号は807-0076。

## 地理
八幡西区の中部西側に位置し、北に三ケ森、東から南に下上津役、南西に塔野、西に春日台と接する。

## 地域の特徴
東縁を県道281号下上津役折尾線が通る。西側に向かって上り勾配となっている住宅地。町内の中心部にはかつての村社の熊野神社がある。

## 歴史
かつての大字下上津役の字、上方（うえかた）と呼ばれていた地域である。

### 沿革
- 1981年（昭和56年）6月1日 - 下上津役元町新設[4][5]。

### 町名の変遷
| 実施内容          | 実施年月日               | 実施後       | 実施前             |
| ----------------- | ------------------------ | ------------ | ------------------ |
| 町名新設 住居表示 | 1981年（昭和56年）6月1日 | 下上津役元町 | 大字下上津役の一部 |

## 世帯数と人口
2025年（令和7年）3月31日現在（北九州市発表）の世帯数と人口は以下の通りである。
| 町           | 世帯数  | 人口  |
| ------------ | ------- | ----- |
| 下上津役元町 | 250世帯 | 482人 |

### 人口の変遷
国勢調査による人口の推移。
| 1995年（平成7年）  | 448人 | [ 6 ]  |  |
| 2000年（平成12年） | 466人 | [ 7 ]  |  |
| 2005年（平成17年） | 466人 | [ 8 ]  |  |
| 2010年（平成22年） | 431人 | [ 9 ]  |  |
| 2015年（平成27年） | 424人 | [ 10 ] |  |
| 2020年（令和2年）  | 462人 | [ 11 ] |  |

### 世帯数の変遷
国勢調査による世帯数の推移。
| 1995年（平成7年）  | 158世帯 | [ 6 ]  |  |
| 2000年（平成12年） | 178世帯 | [ 7 ]  |  |
| 2005年（平成17年） | 198世帯 | [ 8 ]  |  |
| 2010年（平成22年） | 198世帯 | [ 9 ]  |  |
| 2015年（平成27年） | 196世帯 | [ 10 ] |  |
| 2020年（令和2年）  | 217世帯 | [ 11 ] |  |

## 学区
市立小・中学校に通う場合、学区は以下の通りとなる。
| 町           | 街区 | 小学校               | 中学校               |
| ------------ | ---- | -------------------- | -------------------- |
| 下上津役元町 | 全域 | 北九州市立塔野小学校 | 北九州市立沖田中学校 |

## 交通

### 道路
- 県道281号下上津役折尾線

## 施設

### 寺社
- 熊野神社

### 公園
- 下上津役元町公園
- 元町公園